# Мельничное (озеро, город Лесной)
Ме́льничное — озеро на территории городского округа «город Лесной» Свердловской области.

## Месторасположение
Озеро Мельничное находится в 3-х километрах к северо-западу от центра города Лесного, в 1-м километре от промышленной зоны.

## Гидрография
Озеро относится к бассейну реки Иртыш. Основное питание — за счёт поверхностных и подземных вод местного стока.
Из озера вытекает речка Мельничная.

## Этимология
Происхождение топонима связано, возможно, с речкой Мельничной.

## Описание
Мельничное озеро вытянуто с севера на юг. Длина — около 1,0 км, ширина — 0,15 км. Берега сильно заболочены, растёт клюква. Вокруг — густой хвойный лес.

## Ихтиофауна
В озере водятся карась, плотва, пескарь.

## Данные водного реестра
Мельничное озеро относится к Иртышскому бассейновому округу, водохозяйственный участок реки — Тура от истока до впадения реки Тагил, речной подбассейн Тобола, речной бассейн Иртыша. Код объекта в Государственном водном реестре 14010501211199000000210.

## Экология
В верхнем течении вытекающей из озера Мельничного речки Мельничной осуществляются сбросы с комбината "Электрохимприбор" со значительным превышением концентрации загрязняющих веществ: аммонийного азота, хлорфтора, нитритов, фосфатов и иных.